# شینچی، فوکوشیما
شینچی، فوکوشیما (به لاتین: Shinchi, Fukushima) یک منطقهٔ مسکونی در ژاپن است که در استان فوکوشیما واقع شده‌است. شینچی ۴۶٫۳۵ کیلومترمربع مساحت و ۷٬۷۲۲ نفر جمعیت دارد.